# Mathews Mor Antimos
Mathews Mor Antimos (wł. Mathews Chully, ur. 3 listopada 1974 w Aluva) – duchowny Malankarskuego Syryjskiego Kościoła Ortodoksyjnego, będącego częścią Syryjskiego Kościoła Ortodoksyjnego, od 2012 biskup Aluva..